# Município de Brimfield (Ohio)
Localização do Ohio nos E.U.A.
O município de Brimfield (em inglês: Brimfield Township) é um município localizado no condado de Portage no estado estadounidense de Ohio. No ano 2010 tinha uma população de 10 376 habitantes e uma densidade populacional de 187,54 pessoas por km².

## Geografia
O município de Brimfield encontra-se localizado nas coordenadas 41° 05′ 42″ N, 81° 20′ 32″ O. Segundo o Departamento do Censo dos Estados Unidos, o município tem uma superfície total de 55.33 km², da qual 53,1 km² correspondem a terra firme e (4,03 %) 2,23 km² é água.

## Demografia
Segundo o censo de 2010, tinha 10 376 pessoas residindo no município de Brimfield. A densidade de população era de 187,54 hab./km². Dos 10 376 habitantes, o município de Brimfield estava composto pelo 93,31 % brancos, o 3,15 % eram afroamericanos, o 0,25 % eram amerindios, o 1,39 % eram asiáticos, o 0,1 % eram de outras raças e o 1,8 % eram de uma mistura de raças. Do total da população o 1,18 % eram hispanos ou latinos de qualquer raça.